# 명탐정 코난: 진홍의 연가
《명탐정 코난: 진홍의 연가》(名探偵コナン から紅の恋歌 메이탄테이코난 카라쿠레나이라부레타[*])는 2017년 4월 15일에 개봉된 애니메이션 영화이다. 극장판 《명탐정 코난》시리즈의 21번째 극장판이다. 일본의 전통 카드놀이 '카루타'를 소재로 하고있기 때문에 대한민국에선 왜색이 강하다는 이유로 2017년 8월 2일에 자막판으로만 개봉했다. 그리고 그로부터 19일 후인 8월 21일, 더빙을 해서 VOD 개봉을 했긴 하지만 일본 원명을 그대로 더빙해왔다.
감독은 전작에 이어 시즈노 코분, 각본은 추리 작가 오오쿠라 카히로가 담당한다. 오사카와 교토를 배경으로 에도가와 코난과 핫토리 헤이지가 백인일수회에 참가했다 의문의 사건에 휘말린다는 내용이다. 이번 시즌에서는 자신을 낭군님이라 부르는 정체모를 여자 오오카 모미지가 나타나는가 하면 소꿉친구 토야마 카즈하가 위기에 빠지는 등 TV시리즈에서는 조연이었던 핫토리 헤이지가 주역으로 나선다.

## 시놉시스
갑작스러운 폭발로 대혼란에 빠지고 만 오사카의 한 TV 방송국. 마치 테러와도 같은 사건. 하지만 범인의 정체는 물론 범행 목적조차 파악되지 않는 상황이 계속되고, 혼란 속에서 코난과 친구들은 헤이지의 약혼자임을 주장하며 당돌하게 대시하는 카루타(일본의 전통 카드 게임) 대회 고교 챔피언 오오카 모미지를 만나 더욱 당황한다. 한편, 방송국 폭발과 동시에 교토에서는 카루타 대회 2년 연속 우승자가 살해당하는 사건이 발생하고, 현장의 TV에서는 다름 아닌 모미지의 경기 모습과 함께 한편의 시가 고요히 울려 퍼지고 있었는데......

한국어판 시놉시스

## 등장인물
- 에도가와 코난(코난)
  - 성우: 타카야마 미나미/김선혜
- 쿠도 신이치
  - 성우: 야마구치 캇페이/강수진

"동쪽의 고교생 탐정"로 이름을 떨치고 있는 쿠도 신이치.검은조직의 APTX4869이라는 약을 먹고 초등학생의 모습이 되어 있다.
- 모리 란
  - 성우: 야마자키 와카나/이현진

신이치의 소꿉 친구이고 여자 친구로, 코난의 보호자적 존재. 처음부터 마음을 전하고 있지만 그 대답이 아직이다.
- 모리 코고로
  - 성우: 코야마 리키야/이정구

란의 아버지인 사립탐정으로 세간에서는 "잠자는 코고로"로 이름을 떨친다.
- 핫토리 헤이지(하인성)
  - 성우: 호리카와 료/최재호

"서쪽의 고교생 탐정"으로 유명하고 신이치와는 라이벌이지만, 친구이기도 하다. 코난의 정체를 알고 몇 안 되는 인물 중 한 사람.
- 토야마 카즈하
  - 성우: 미야무라 유코/한신정

헤이지의 소꿉친구. 헤이지에게 호의를 갖고 있어 마음을 전하려고 하지만 실패했고 알려지지 않았다.란과도 사이가 좋다.
- 하이바라 아이(홍장미)
  - 성우: 하야시바라 메구미/우정신

본래의 모습은 미야노 시호(안시호). 원래는 검은 조직의 일원이고 APTX4869의 개발자이지만 언니를 살해했기 때문에 스스로 약을 먹고, 초등 학생의 모습이 되어 달아났다. 코난의 정체를 알고 있는 몇 안 되는 인물 중 한 사람.
- 요시다 아유미(한아름)
  - 성우: 이와이 유키코/여민정
- 코지마 겐타(고뭉치)
  - 성우: 타카기 와타루/한인숙
- 츠부라야 미츠히코(박세모)
  - 성우: 오오타니 이쿠에/정선혜
- 핫토리 헤이조
  - 성우: 야마지 카즈히로/이인성
- 핫토리 시즈카
  - 성우: 카츠키 마사코/윤소라
- 토야마 긴사로
  - 성우: 테라소마 마사키/김세한
- 아가사 히로시(브라운)
  - 성우: 오가타 켄이치/황원
- 오오타키 고로(김대용)
  - 성우: 와카모토 노리오/이우신
- 스즈키 소노코(정보라)
  - 성우: 마츠이 나오코/이용신
- 쿄고쿠 마코토(오경구)
  - 성우: 히야마 노부유키/이주창
- 오오카 모미지(모미지)
  - 성우: 유키노 사츠키/김새해

교토 이즈민 고등 학교 2학년. 헤이지를 "미래의 남편"이라고 부른다.
- 이오리 무가
  - 성우: 오노 다이스케/김신우
- 아치와 켄스케
  - 성우: 사카 오사무/유강진
- 히라모토 미키코
  - 성우: 요시오카 리호/이수진
- 세키네 코지
  - 성우: 미야가와 다이스케/김정훈
- 아야노코지 후미마로
  - 성우: 오키아유 료타로/최승훈
- 아치와 사츠키
  - 성우: 요시다 미호/김가령
- 야지마 토시야
  - 성우: 이시카와 히데오/김지율
- 나고로 시카오
  - 성우: 이치죠 카즈야/손수호

## 주제가
쿠라키 마이의 도월교 ~그대를 생각하며~ 쿠라키 마이가 극장판 주제곡을 맡는 것은 칠흑의 추적자 이후 8년만이다.
전편 명탐정 코난: 순흑의 악몽의 「세계는 당신의 색이 된다」에 이어 4곡이 되는 텔레비전 애니메이션과 영화 모두의 주제가가 되었다.

## 특징
- 쿄고쿠 마코토(오경구)가 여태껏 언급만 되다가 최초로 극장판에 등장했다.
- 핫토리 헤이지(하인성)와 토야마 카즈하(서가영)가 <미궁의 십자로> 이후 오랜만에 주역으로 나오고 역시나 러브 스토리를 다룬다.
- 핫토리 시즈카(윤정화)가 극장판 최초로 등장하였다.
- 극장판 최초로 경시청 쪽 멤버들이 등장하지 않는다.
- 교토 부경 아야노코지 후미마로가 극장판 내에서 다섯번째로 등장하였고 미궁의 십자로 이후 오랜만에 비중 있게 나온다.
- <미궁의 십자로>가 벚꽃이 날리는 배경이 나타나서 계절이 봄으로 나왔다면 이번 극장판은 단풍이 날리는 배경이라 작품 속 계절은 가을이다.
- <미궁의 십자로>가 교토를 배경으로 나타났다면 이번 극장판의 작품 도시는 오사카이다.
- 바로 전 극장판인 <순흑의 악몽>과 마찬가지로 제목이 색을 연상시킨다.
- 카루타가 주요 소재라 국내 개봉이 불가능할 지도 몰랐으나 결국엔 국내 개봉이 확정되었다.
  - 국내 최초로 한국어 더빙이 아닌 자막판으로만 개봉된다. 한국어 더빙은 VOD로만 나왔으며, 등장인물의 이름은 번안하지 않았다.

## 평가
추리는 거들 뿐
일본 전통 놀이 가루타를 소재로 미스터리를 풀어간다. 규칙을 몰라도 추리와 반전을 따라 가는 데 크게 무리가 없다. 정교한 트릭보다는 캐릭터 간의 관계가 중요하다. 시리즈 주요 멤버인 헤이지와 카즈하의 러브라인이 이번 극장판의 핵심이다. 사실상 추리물의 옷을 입은 풋풋한 로맨스물. 사건이 손쉽고 빨리 마감되는 감이 있지만 기본은 한다. 다양한 극장판 버전의 변주 중 하나.

송경원 (씨네21) | ★★★